# Säbelschnäbler (Familie)
Die Säbelschnäbler (Recurvirostridae) sind eine Familie aus der Ordnung der Regenpfeiferartigen (Charadriiformes). Sie sind in fast allen tropischen und gemäßigten Zonen der Welt verbreitet. Gekennzeichnet sind sie durch einen langen Hals, lange Beine und einen langen, schlanken Schnabel. Dieser ist je nach Gattung entweder gerade geformt oder deutlich nach oben gekrümmt. Die drei Gattungen – der eigentliche Säbelschnäbler, der Stelzenläufer und der Schlammstelzer – sind äußerlich recht verschieden, aber dennoch dicht miteinander verwandt.

## Merkmale
Allen Arten zu eigen sind der lange Schnabel, ein langer Hals und sehr lange Beine. Der Schnabel ist bei den eigentlichen Säbelschnäblern aufwärts gebogen und mit Lamellen zum Filtern der Nahrung versehen. Dagegen haben Stelzenläufer einen geraden oder kaum merklich gebogenen Schnabel, dem die Lamellen fehlen. Der Schlammstelzer, der in diesen wie auch in anderen Merkmalen zwischen beiden Gattungen vermittelt, hat einen geraden Schnabel wie die Stelzenläufer, der jedoch Lamellen trägt.
Die Beine der echten Säbelschnäbler sind blaugrau gefärbt, die der anderen Gattungen rosa. Eigentliche Säbelschnäbler haben drei Vorderzehen und eine Hinterzehe (anisodaktyler Fuß). Die Vorderzehen sind durch basale Schwimmhäute verbunden. Bei den Stelzenläufern gibt es keine Hinterzehe (tridaktyler Fuß) und keine Schwimmhäute. Auch hier vermitteln die Schlammstelzer, die einen tridaktylen Fuß mit basalen Schwimmhäuten haben.
Typischerweise ist das Gefieder schwarz-weiß gemustert. Bei drei außereuropäischen Arten kommt als dritte Farbe noch Rotbraun hinzu. Nur der Schwarze Stelzenläufer ist einfarbig schwarz gefärbt. Das Jugendkleid gleicht oder ähnelt dem Aussehen adulter Vögel. Eine Ausnahme ist auch hier der Schwarze Stelzenläufer, bei dem juvenile Vögel kaum vom eigentlichen Stelzenläufer zu unterscheiden sind.

## Verbreitung und Lebensraum
Säbelschnäbler sind auf allen Kontinenten außer Antarktika verbreitet. Dabei bewohnen sie gemäßigte, subtropische und tropische Klimazonen. Der bevorzugte Lebensraum ist flaches Sumpfland in baumarmen Landschaften. Eigentliche Säbelschnäbler findet man vor allem an Salzseen und Lagunen. Die Stelzenläufer sind bei der Habitatwahl flexibler und sind sowohl an Fließgewässern wie an Seen zu finden, und ebenso an Süß- wie an Brackwasser. Brutgebiete liegen für gewöhnlich im Binnenland, außerhalb der Brutzeit findet man Säbelschnäbler auch an den Küsten. Einen besonderen Lebensraum hat der Andensäbelschnäbler, der in den Anden in Höhen bis zu 5000 m brütet.
Mit Ausnahme des Andensäbelschnäblers und des Schwarzen Stelzenläufers sind bei allen Arten zumindest Teilpopulationen Zugvögel. So ziehen große Teile der Populationen der nördlichen und südlichen gemäßigten Zone in wärmere Regionen. Der Zug erfolgt meistens bei Nacht in kleinen Gruppen. Die Vögel folgen dabei Küsten oder Flussläufen.

## Lebensweise
Säbelschnäbler sind hauptsächlich, aber nicht ausschließlich tagaktiv. Neben dem Tag-Nacht-Rhythmus bestimmen auch die Gezeiten die Aktivitätszeiten der Säbelschnäbler. Mit Ausnahme des einzelgängerischen Schwarzen Stelzenläufers leben die Vögel in kleinen bis sehr großen Verbänden. Zur Brut finden sich bei eigentlichen Säbelschnäblern und Stelzenläufern fünf bis hundert Paare zusammen. Beim Schlammstelzer können die Kolonien dagegen viele tausend Paare umfassen. Auch außerhalb der Brutzeit leben Säbelschnäbler in größeren Gruppen.

### Ernährung
Der unterschiedliche anatomische Bau der Schnäbel bedingt verschiedene Ernährungsweisen: Die eigentlichen Säbelschnäbler und Schlammstelzer setzen die Lamellen an ihren Schnabelrändern zur Nahrungssuche ein. Mit nur etwas geöffnetem Schnabel machen sie seitliche Schwenkbewegungen durch flaches Wasser oder Schlamm. Etwa alle zwei Sekunden stößt die Zunge vor und streift die an den Lamellen hängen gebliebenen Kleinorganismen ab. Auf diese Weise werden hauptsächlich im Plankton lebende Krebstiere und Würmer aufgenommen. Neben dieser Seihmethode wird Nahrung auch direkt durch Aufpicken aufgenommen. Für die Stelzenläufer ist dies die nahezu einzige Art der Nahrungsaufnahme. Hierbei werden vor allem Insekten und deren Larven sowie Würmer gefressen.
Eine geringere Rolle spielen bei der Ernährung Mollusken, kleine Fische und Wasserpflanzen.

### Fortpflanzung

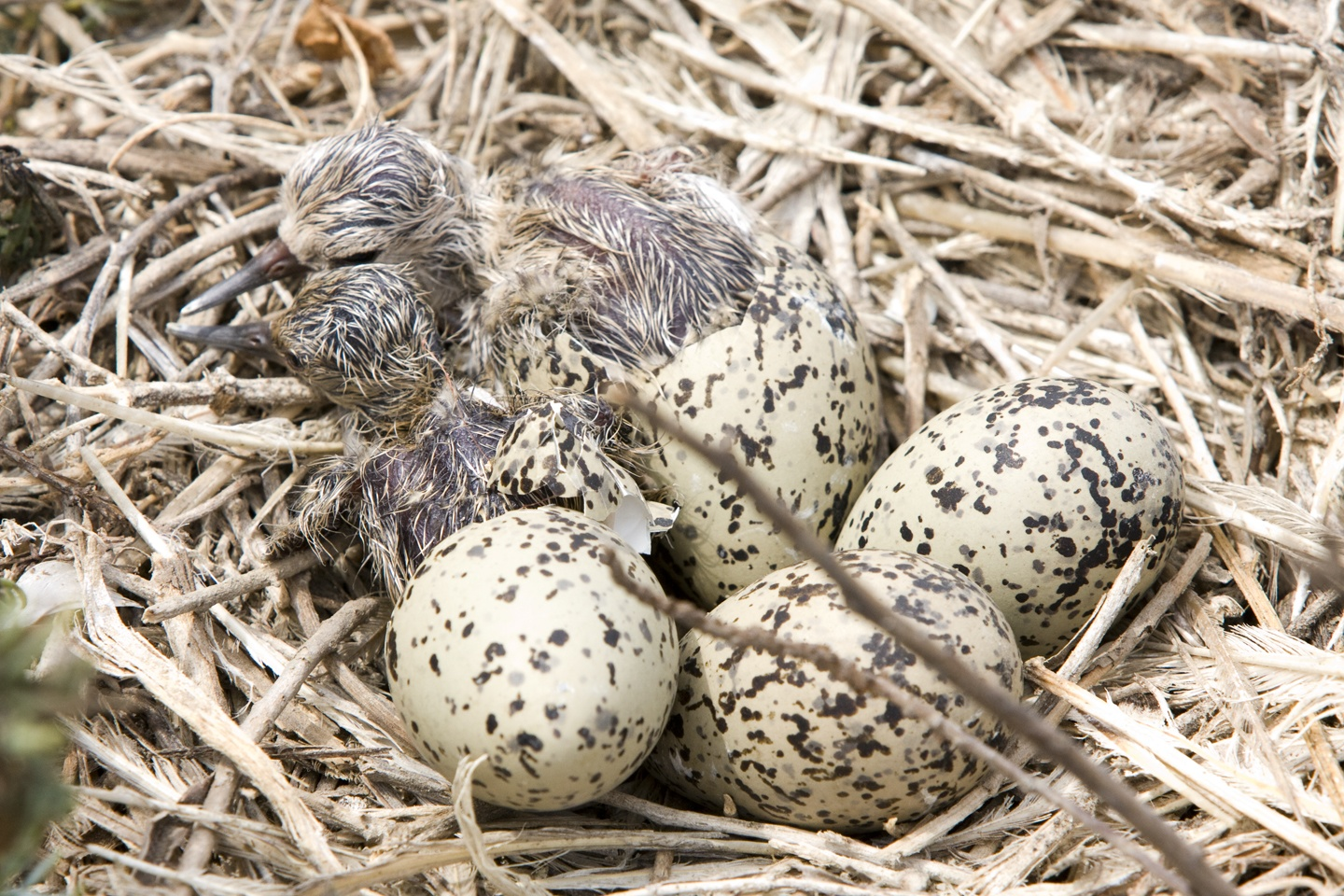
Zwei gerade schlüpfende Jungvögel und zwei Eier in einem Nest des Amerikanischen Stelzenläufers.

Säbelschnäbler leben in saisonaler Monogamie, der Schwarze Stelzenläufer ist lebenslang monogam. Sie brüten in Kolonien, bei denen die Nester jeweils fünf bis dreißig Meter auseinander liegen; nur beim Schlammstelzer sind die Nester innerhalb einer Kolonie viel dichter gedrängt, hier können bis zu achtzehn Nester auf einem Quadratmeter liegen. Oft bilden Säbelschnäbler gemischte Kolonien mit anderen Watvögeln.
Es werden fast immer drei bis vier Eier gelegt, obwohl auch Extreme von nur einem Ei oder acht Eiern bekannt geworden sind. Die Eier sind gelb oder braun (beim Schlammstelzer weiß) mit dunklen Flecken. Die Größe beträgt 4,5 bis 5,5 × 3 bis 4 cm. Beide Partner brüten und wechseln sich häufig ab. Auch die Verteidigung des Nestes ist Aufgabe beider Partner. Potenzielle Nesträuber werden entweder attackiert oder vom Nest fortgelockt, etwa durch Vortäuschen einer Flügelverletzung.
Die Jungvögel der eigentlichen Säbelschnäbler und der Stelzenläufer sind beige oder rotbraun gefärbt mit schwarzer Fleckung. Sie schlüpfen synchron und verlassen das Nest innerhalb der ersten vierundzwanzig Stunden. Anschließend bleiben sie noch einige Monate in der Nähe ihrer Eltern. Eine Ausnahme bildet auch hier der Schlammstelzer, dessen Junge einfarbig weiß sind und nach dem Schlüpfen in großen „Kindergärten“ zusammenkommen.

## Stammesgeschichte
Als stammesgeschichtlich sehr alte Familie sind Säbelschnäbler seit dem frühen Eozän belegt. Fossile Gattungen dieser Epoche sind Coltonia (Nordamerika), Kashinia (Großbritannien) und Fluviatilavis (Portugal).

## Systematik
Die Säbelschnäbler gehören zur Ordnung der Regenpfeiferartigen. Innerhalb dieser Ordnung sind nach DNA-Analysen die nächsten Verwandten die Austernfischer, der Ibisschnabel und Teile der paraphyletischen Familie der Regenpfeifer.
Die Familie umfasst derzeit 3 Gattungen und 10 Arten:
- Cladorhynchus
  - Schlammstelzer (Cladorhynchus leucocephalus)
- Stelzenläufer (Himantopus)
  - Stelzenläufer (Himantopus himantopus)
  - Weißgesichtstelzenläufer (Himantopus leucocephalus)
  - Amerikanischer Stelzenläufer (Himantopus mexicanus)
  - Halsbandstelzenläufer (Himantopus melanurus)
  - Schwarzer Stelzenläufer (Himantopus novaezelandiae)
- Eigentliche Säbelschnäbler (Recurvirostra)
  - Amerikanischer Säbelschnäbler oder Braunhalssäbelschnäbler (Recurvirostra americana)
  - Andensäbelschnäbler (Recurvirostra andina)
  - Säbelschnäbler (Recurvirostra avosetta)
  - Rotkopfsäbelschnäbler (Recurvirostra novaehollandiae)

Die Artenzahl innerhalb der Gattung Himantopus ist umstritten. Manche Autoren sehen von der oben gezeigten Auflistung nur den Schwarzen Stelzenläufer als eigenständig an und fassen die anderen als Unterarten ein und derselben Art auf. Zusätzlich zu den genannten gibt es dann noch bei manchen Autoren den Hawaii-Stelzenläufer (Himantopus knudseni). Da auch der Schwarze Stelzenläufer mit dem Weißgesicht-Stelzenläufer hybridisiert, ist selbst die Abspaltung des Schwarzen Stelzenläufers fragwürdig.
Die Verwandtschaft der drei Gattungen untereinander ist ungeklärt. Untersuchungen brachten widersprüchliche Ergebnisse, nach denen manchmal die Gattung Himantopus als Schwestergruppe der beiden anderen festgestellt wurde, dann wieder die Gattung Cladorhynchus als Schwestergruppe der anderen.

## Menschen und Säbelschnäbler
Der eigentliche Säbelschnäbler war einst in Mittel- und Westeuropa nahezu ausgestorben. Seine Wiedereinführung in Großbritannien nach hundert Jahren Abwesenheit war 1941 eine Erfolgsgeschichte der Royal Society for the Protection of Birds, die heute einen Säbelschnäbler im Logo führt. Da heute die Ausbeutung von Säbelschnäblern als Speisevögel und zur Sportjagd keine große Rolle mehr spielen, ist die Zerstörung von Feuchthabitaten eine größere Bedrohung geworden.
Auf Artebene ist nur eine Art gefährdet: Der Schwarze Stelzenläufer wird von der IUCN im Status vom Aussterben bedroht geführt. Nachdem er im 19. Jahrhundert noch häufig war, gab es im 20. Jahrhundert einen dramatischen Einbruch, der vor allem durch die in Neuseeland eingeschleppten Katzen, Wiesel und Ratten sowie durch das häufige Hybridisieren mit dem Weißgesichtstelzenläufer herbeigeführt wurde. 2001 gab es nur noch sieben Brutpaare. Diese Zahl konnte mittlerweile wieder auf zwanzig erhöht werden, allerdings ist hierzu ständiges Freisetzen in Gefangenschaft aufgezogener Tiere notwendig.